# Cornelis Gast
Cornelis Gast (Brouwershaven, 14 november 1887 – aldaar, 18 oktober 1967) was een Nederlands politicus. 
Hij werd geboren als zoon van Jan Gast (1854-1952) en Klaartje Brandenburg (1857-1932). Hij was net als zijn vader landbouwer en daarnaast werd hij in 1919 lid van de gemeenteraad van Brouwershaven. Hij is daar ook wethouder geweest. Vanaf 1930 was Gast de burgemeester van die gemeente. Eind 1944 werd hij op transport gezet naar Duitsland maar hij wist te ontsnappen. Gast ging in 1952 met pensioen en overleed in 1967 op 79-jarige leeftijd.
In Brouwershaven is naar hem de 'Burgemeester Gaststraat' vernoemd.